# Nucleus olivaris
Die Nuclei olivares, deutsch „Olivenkerne“, sind jederseits im Hirnstamm ein Kernkomplex, bei dem mehrere Kerngebiete unterschieden werden.

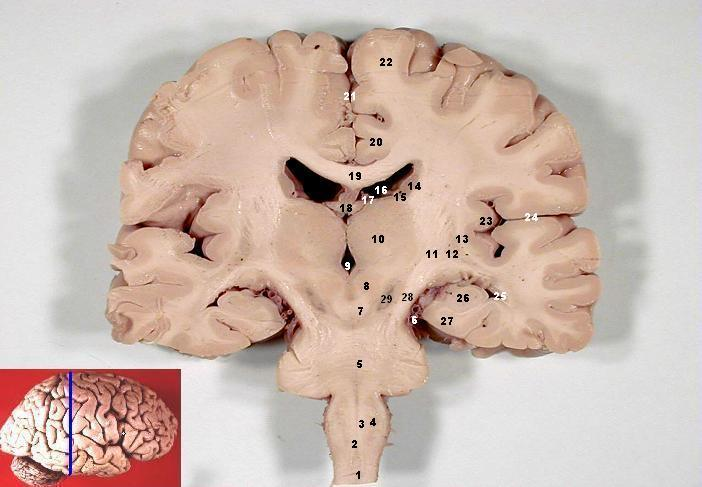
Frontalschnitt eines menschlichen Hirns. Lage der unteren Olive: Hilum (3) des Nucleus olivaris inferior (4).

Der obere Nucleus olivaris superior (rostralis) des Pons, auch „obere Olive“ genannt, wird geschieden von dem unteren Nucleus olivaris inferior (caudalis) im Markhirn, auch „untere Olive“ genannt. Deren Hauptkern Nucleus olivaris principalis lässt sich in (vordere, hintere, seitliche) Lamellen gliedern. Neben diesem liegen als zwei Nebenkerne, auch „Nebenoliven“ genannt, der Nucleus olivaris accessorius medialis und der Nucleus olivaris accessorius posterior, beide ebenfalls in der Medulla oblongata.

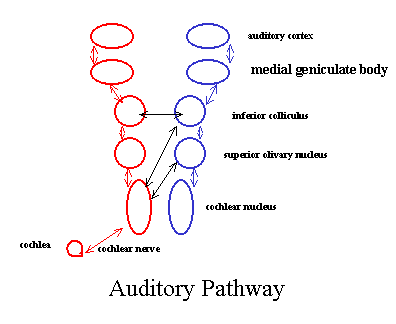
Lage der beiden Nuclei olivares superiores innerhalb der Hörbahn.

## Nucleus olivaris superior
Auch der Nucleus olivaris superior ist streng genommen kein Kern, sondern ein Komplex, der aus mehreren Kernen besteht, insbesondere der medialen oberen Olive und der lateralen oberen Olive. Die obere Olive ist Teil der Hörbahn. Ihre Neuronen sind an der Lokalisation von Schallquellen beteiligt, indem sie Laufzeit- und Pegelunterschiede zwischen beiden Ohren (interaural oder binaural) auswerten. Ihre Axone projizieren über den Lemniscus lateralis beidseitig auf die Colliculi inferiores, einer wichtigen Schaltstation im Mittelhirn.

## Nucleus olivaris inferior
Aus dem Nucleus olivaris inferior projizieren Neuronen vor allem über den unteren Kleinhirnstiel (Pedunculus cerebellaris inferior) auf die gegenseitige Hemisphäre des Kleinhirns (Cerebellum). Die Axone formen dabei den Tractus olivocerebellaris (olivocerebellare Bahn) und enden schließlich als Kletterfasern an den Purkinje-Zellen des Kleinhirns. Wesentliche Afferenzen bekommt der Kern vom Nucleus ruber und vom motorischen Kortex. Die Neuronen der unteren Olive sind an der Koordination von Bewegungen beteiligt und melden dem Kleinhirn wahrscheinlich Bewegungsirrtümer.